# 窄頭兵鯰
窄頭兵鯰（Corydoras stenocephalus），為輻鰭魚綱鯰形目美鯰科的其中一種，為熱帶淡水魚。分布於南美洲厄瓜多爾東部及秘魯烏卡雅利河流域，體長可達6.3公分，棲息在底層水域，生活習性不明。

## 扩展阅读
維基物種上的相關：窄頭兵鯰